# Lijst van golfbanen in Namibië

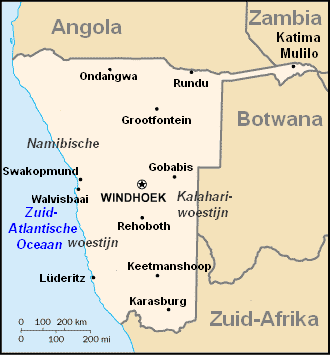
Kaart van Namibië

Deze lijst van golfbanen in Namibië geeft een overzicht van golfbanen die gevestigd zijn in Namibië. De golforganisatie van het land, de "Namibië Golf Association", registreerde negen golfbanen waarvan vijf een 18 holesbaan hebben.

## Banen
9-holes
- Henties Bay Golf Village, Hentiesbaai
- Luderitz Golf Cours, Luderitz
- Tsumeb Golf Club, Tsumeb
- Walvis Bay Golf Course, Walvisbaai (1934; oudste golfbaan)

18-holes
- Keetmanshoop Golf Course, Keetmanshoop
- Okahandja Golf Club, Okahandja
- Oranjemund Golf Club, Oranjemund
- Rossmund Golf Club, Swakopmund
- Windhoek Country Club, Windhoek